# Borisov Arena
Borisov Arena ili Barysaŭ Arena (bjeloruski: Барысаў-Арэна) je nogometni stadion u Barysaŭ u Bjelorusiji. Stadion je dom nogometnom klubu BATE Borisov i Bjeloruskoj nogometnoj reprezentaciji, ima kapacitet od 13.126 mjesta.
Prva službena utakmica odigrana na Borisov Areni bila je finale Bjeloruskog nogometnog kupa 3. svibnja 2014. U kojoj je FK Neman iz Grodna pobijedio FK Šahtjor iz Saligorska s 1-0. 
Bjeloruska nogometna reprezentacija svoju prvu utakmicu na Borisov Areni odigrala je 4. rujna 2014. godine kada je u prijateljskoj utakmici pobijedila Tadžikistan s 6:1. Prvu službenu utakmicu odigrala je 9. listopada 2014. kada je izgubila 0:2 od Ukrajine u kvalifikacijama za UEFA Euro 2016 pred 10.512 gledatelja.

## Utakmice Bjeloruske nogometne reprezentacije
| #  | Datum               | Protivnik   | Rezultat | Posjetitelja | Natjecanje                     |
| -- | ------------------- | ----------- | -------- | ------------ | ------------------------------ |
| 1. | 4. rujna 2014.      | Tadžikistan | 6:1      | 2.400        | prijateljska                   |
| 2. | 9. listopada 2014.  | Ukrajina    | 0:2      | 10.512       | UEFA Euro 2016 (kvalifikacije) |
| 3. | 12 listopada 2014.  | Slovačka    | 1:3      | 3.684        | UEFA Euro 2016 (kvalifikacije) |
| 4. | 18. studenog 2014   | Meksiko     | 3:2      | 6.700        | prijateljska                   |
| 5. | 14. svibnja 2015.   | Španjolska  | 0:1      | 13.121       | UEFA Euro 2016 (kvalifikacije) |
| 6. | 12. listopada 2015. | Makedonija  | 2:1      | 1.545        | UEFA Euro 2016 (kvalifikacije) |

## Vanjske poveznice
- Službena stranica FC BATE Borisov (engl.)